# Дарлинг (тауншип, Миннесота)
Дарлинг (англ. Darling) — тауншип в округе Моррисон, Миннесота, США. На 2000 год его население составило 600 человек.

## География
По данным Бюро переписи населения США площадь тауншипа составляет 88,6 км², из которых 87,9 км² занимает суша, а 0,7 км² — вода (0,79 %).

## Демография
По данным переписи населения 2000 года здесь находились 600 человек, 211 домохозяйств и 171 семья.  Плотность населения —  6,8 чел./км².  На территории тауншипа расположена 231 постройка со средней плотностью 2,6 построек на один квадратный километр.  Расовый состав населения: 97,83 % белых, 0,83 % афроамериканцев, 0,17 % коренных американцев, 0,83 % азиатов и 0,33 % приходится на две или более других рас.
Из 211 домохозяйств в 35,1 % воспитывались дети до 18 лет, в 72,5 % проживали супружеские пары, в 3,3 % проживали незамужние женщины и в 18,5 % домохозяйств проживали немесейные люди. 16,1 % домохозяйств состояли из одного человека, при том 7,1 % из — одиноких пожилых людей старше 65 лет.  Средний размер домохозяйства — 2,84, а семьи — 3,17 человека.
27,7 % населения — младше 18 лет, 7,7 % — в возрасте от 18 до 24 лет, 25,7 % — от 25 до 44, 27,0 % — от 45 до 64, и 12,0 % — старше 65 лет.  Средний возраст — 39 лет. На каждые 100 женщин приходилось 104,1 мужчин.  На каждые 100 женщин старше 18 приходилось 114,9 мужчин.
Средний годовой доход домохозяйства составлял 46 875 долларов, а средний годовой доход семьи —  51 719 долларов. Средний доход мужчин —  30 568  долларов, в то время как у женщин — 23 125. Доход на душу населения составил 17 415 долларов.  За чертой бедности находились 3,6 % семей и 6,5 % всего населения тауншипа, из которых 10,7 % младше 18 и 3,4 % старше 65 лет.